# Atsuko Tsurumi
Pour les articles homonymes, voir Tsurumi.
Atsuko Tsurumi (鶴見厚子) est une artiste japonaise née en 1951 à Tokyo. Diplômée de l'université des beaux-arts Tama en 1975, sa peinture s'apparente au surréalisme et à l’impressionnisme.